# فرانسوا لودو
فرانسوا لودو (4 مارس 1930 بنويليس سوس لينس في فرنسا - 29 يونيو 1992 بعدسة في فرنسا) (بالفرنسية: François Ludo)‏ هو لاعب كرة قدم فرنسي في مركز الدفاع. شارك مع منتخب فرنسا لكرة القدم. أما مع النوادي، فقد لعب مع نادي غرونوبل ونادي لانس ونادي موناكو.

## وصلات خارجية
- فرانسوا لودو على موقع قاعدة بيانات كرة القدم.إي يو (الإنجليزية)
- فرانسوا لودو على موقع ناشيونال فوتبول تيمز (الإنجليزية)
- فرانسوا لودو على موقع عالم كرة القدم.نت (الإنجليزية)